# 岩州 (隋朝)
岩州，隋朝、唐朝时设置的州。
隋文帝开皇十六年（596年）隋朝設置岩州。治所在林虑县（今河南省林州市）。辖境相当今河南省林州市。隋炀帝大業元年（605年）废，地入相州。唐高祖武德二年（619年）复置岩州。同年被窦建德占据。武德四年（621年）归唐，武德五年（622年）被刘黑闼占据，唐朝收复，将岩州废除，地入相州。
岩州刺史
- 王德仁（618年）
- 萧释庸（武德年间）